# Regatul Angliei
Regatul Angliei (engleză Kingdom  of England) a fost un stat localizat în Europa de Vest ale cărui începuturi au fost în secolele al nouălea și al zecelea și care a fost succedat de Regatul Marii Britanii în secolul al XVII-lea în urma uniunii cu Regatul Scoției. Regatul Angliei ocupa inițial doar teritoriul Angliei iar mai târziu a inclus și Țara Galilor. Richard I al Angliei a făcut regatul un vasal al Sfântului Imperiu Roman, iar fratele său, Ioan al Angliei a transformat regatul într-un vasal plătitor de tribut al Sfântului Scaun. Regatul și-a recăpătat suveranitatea în secolul al XIV-lea când a refuzat supremația Sfântului Scaun.
Inițial, reședința regală principală era situată la Winchester, în Hampshire, dar Londrei și Gloucesterului le-au fost acordate un statut asemănător. Londra, sau mai exact Westminster, a devenit capitala de facto a regatului. Londra a fost capitala statelor succesive care au înlocuit Regatul Angliei, și anume Regatul Marii Britanii, Regatul Unit al Marii Britanii și al Irlandei și al actualului stat Regatul Unit al Marii Britanii și al Irlandei de Nord.
Actualul monarh al Regatului unit, Charles al III-lea, este succesorul modern al Regilor și Reginelor Angliei. Cu toate acestea, titlul de Regină (sau Rege) a Angliei este incorect din 1707, cu toate că este des folosit în mod curent.

## Istorie
Regatul Angliei nu a fost fondat la o dată specifică. Originile acestuia se găsesc în Heptarhie, un termen ce definea cele șapte regate minore din Anglia: Northumbria, Mercia, Anglia de Est, Essex, Kent, Sussex și Wessex. Cel mai puternic rege al Heptarhiei era de obicei recunoscut de ceilalți regi, dar odată cu cucerirea Regatului Kent și Sussex, Regii Wessex-ului au devenit din ce în ce mai puternici. În secolele VIII și IX o serie de războaie cu regii vikingi ai tiferitelor teritorii ocupate de aceștia în Anglia, au perșis treptat unirea tuturor regatelor. Athelstan a fost primul conducător de facto al unei Anglii unite.
În timpul domniei lui Ethelred al II-lea (978–1016) un nou val de invazii daneze au culminat cu cucerirea Angliei de către a aceștia sub conducerea lui Knud cel Mare. Coroana a oscilat ulterior între urmașii lui Ethelred și ai lui Knud în prima jumătate a secolului al X-lea, astfel că în 1066 au apărut mai mulți pretendenți la tronul Angliei. Harold Godwinson a devenit rege, numit probabil de către Edward Confesorul pe patul de moarte și susținut și de Witan, o adunare de nobili care reprezentau interesele comunității. În aceași timp, William de Normandia, descendentul lui Ethelred și al soției lui Knud, Emma, pretindea că tronul îi aparține. Un alt pretendent era regele Harald al Norvegiei, care fusese proclamat rege în York și plănuia cucerirea întregii Anglii.
Harold Godwinson l-a înfrânt pe Harald al Norvegiei sprijinit de fratele renegat al lui Harold, Tostig, la Bătălia de la Podul Stamford, dar a murit la Hastings în lupta dintre armata sa și cea normandă a lui William, acesta din urmă fiind numit după bătălie William Cuceritorul. William a fost încoronat rege al Angliei în ziua de Crăciun a anului 1066, iar până în 1204 Regatul Angliei și Ducatul Normandiei au fost în uniune personală.
Imediat după Cucerirea normandă o serie de seniori normanzi au atacat și cucerit diverse regiuni din Țara Galilor. Majoritatea seniorilor, inclusiv galezi, au recunoscut în tot acest timp superioritatea regelui Angliei, dar aceștia mențineau un nivel de independență important. În 1282, Eduard I al Angliei termină cucerirea efectivă a Țării Galilor iar din 1301 a fost creat titlul de Prinț de Țara Galilor, titlu purtat de moștenitorul tronului Angliei.
Războiul de 100 de ani (1337–1453) a reechilibrat puterile în vestul Europei, Anglia pierzând în defavoarea Regatului Franței mare parte din posesiunile de pe continent, dar acest război a dus la consolidarea unei identități engleze și a permis impunerea limbii engleze în uz curent. Războiul celor Două Roze (1455–1487) a urmat acestuia și a fost un război civil între două fracțiuni ale familiei regale. Odată cu căsătoria dintre Henric al VII-lea al Angliei cu Elisabeta de York a fost înființată dinastia Tudorilor care va conduce regatul pentru mai mult de un secol.
Henric al VIII-lea a terminat statutul de coroană separată a Țării Galilor prin incorporarea acesteia în coroana engleză. Tot în timpul domniei acestuia, Anglia devine un regat protestant, iar Regatul Irlandei intră în uniune personală cu Regatul Angliei. Ultimul membru al dinastiei tudorilor este Elisabeta I a Angliei în timpul căreia puterea Angliei este consolidată și extinsă. La moartea acesteia fără moștenitori, coroana revine regelui Iacob IV Stuart al Scoției astfel că Regatul Scoției intră la rândul lui în uniune personală cu Anglia.
Dinastia Stuarților a fost întreruptă în timpul Revoluției engleze între 1649, odată cu execuția regelui Carol I al Angliei, și Restaurația Stuarților din 1660, când Carol al II-lea al Angliei este încoronat. În urma Revoluției Glorioase din 1689, William de Orange urcă pe tronul Angliei, instaurând astfel o monarhie constituțională. În timul domniei fiicei acestuia, Anna, ultimul monarh din Casa Stuarților, Regatul Angliei este unit cu Regatul Scoției formând astfel Regatul Marii Britanii. Din acest moment Anglia a încetat să mai fie o entitate politică separată, cu toate că din punct de vedere legal aceasta și-a păstrat până în prezent jurisdicția.

### Anglia anglo-saxonă

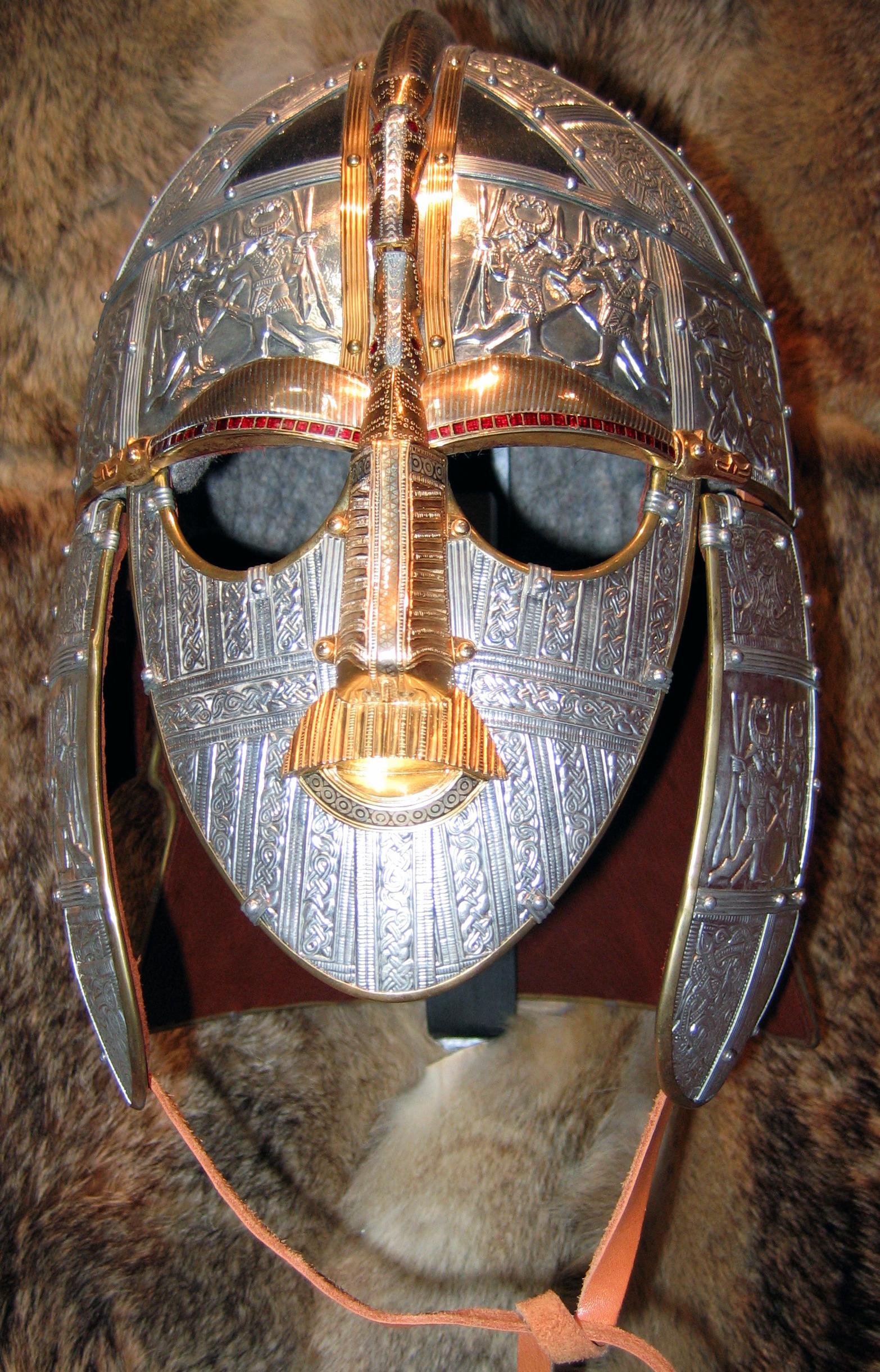
Replică a unui coif ceremonial descoperit la Sutton Hoo

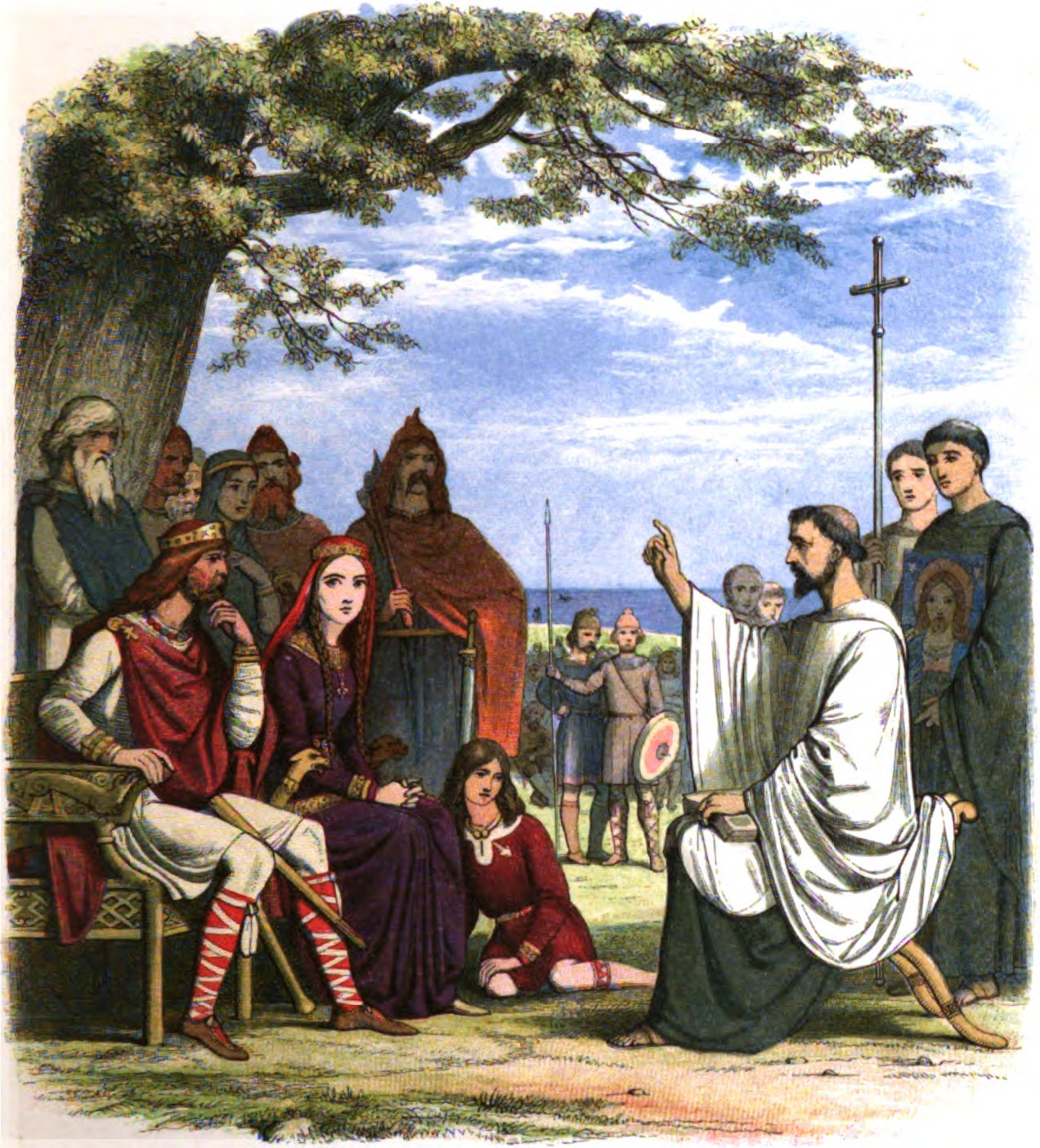
Augustin de Canterbury

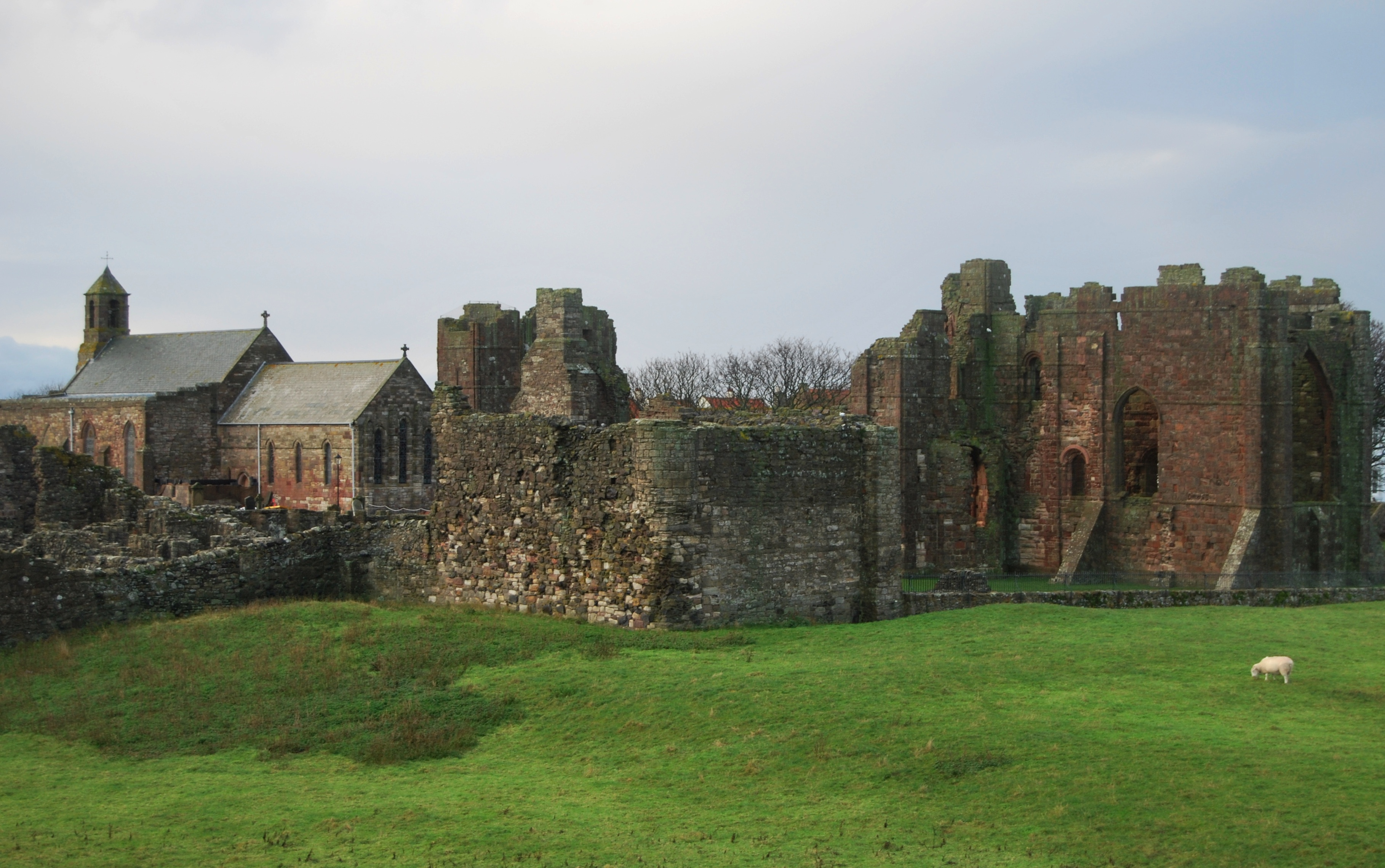
Manastirea Lindisfarne-prima manastire jefuita de vikingi

În 410, împăratul Honorius le spune romanilor din Britania să nu conteze pe ajutorul Romei și să își pregătească singuri apărarea, deși la mijlocul secolului al V-lea aceiași romano-britoni consideră că încă mai sunt îndreptățiți să ceară ajutorul consulului Flavius Aetius. În limbaj, Anglia a păstrat puține urme ale stăpânirii romane.
Potrivit tradiției, un conducător briton numit Vortigen a deschis calea invadatorilor, saxonii sosind în valuri în Anglia începând cu anii 425-450. Cucerirea insulei de către saxoni a fost lentă și apărarea ei adeseori curajoasă. În 429, sfântul Garmanus, episcop de Auxerre, a sosit la Verulam, pentru a conduce lupta împotriva ereziei pelagiene. În vremea când episcopul se afla acolo, saxonii și picții amenințau orașul; sfântul Germanus, luând comanda trupeler, iesi învingător. 
Triburile germanice de pe țărmurile Mării Nordului au acostat în Anglia de azi în anul 450. Au fost chemate de celtii britanici pentru a- i sprijini că mercenari pentru a-i alungă pe pictii invadatori, veniți din Scoția. Anglo-saxonii și iutii conduși de frații legendari Hengist și Horsa, s-au stabilit permanent pe teritoriul englez. În jurul anului 495, britonii au obținut o însemnată victorie la Bătălia de pe Muntele Badon, inspirând probabil legenda regelui Arthur. Deși după această bătălie invazia a fost încetinită, până în 615 britonii au fost siliți să se retragă în nordul și vestul insuleispre regiunile periferice din Scoția și din Țara Galilor( unde prinții celtici și-au păstrat independența până în secolul XIII),  formându-se așa-numita "graniță celtică", anglo-saxonii devenind predominanți în teritoriile Angliei moderne, denumirea țării provenind de la anglii, unul dintre popoarele cuceritoare.
Creștinarea Angliei anglo-saxone a început în jurul anului 600, sub influența creștinismului celtic din nord și vest și a Bisericii Romano-Catolice din sud-est. În 597, Papa Grigore I cel Mare l-a trimis pe misionarul Augustin în Kent să-i convertească pe anglo-saxoni la creștinism. Regele Ethelbert, fiind căsătorit cu o prințesă francă de religie creștină, l-a convins să treacă la creștinism, fiind botezat,  și astfel, Augustin a devenit primul arhiepiscop de Canterbury. Anglo-saxonii au devenit ulterior misionari, precum Bonifacius.
Ocuparea teritoriului și stabilirea triburilor germanice anglo-saxone s-a încheiat  în secolul VIII, când existau șapte regate anglo-saxone, care formau Heptarhia: Mercia, Northumbria, Anglia de Est, Wessex, Essex, Sussex și Kent. Northumbria a dominat în sec. VII, dar supremația a fost preluată de Mercia în secolul următor. 
Așa-numita 'Supremație a Merciei' a caracterizat secolul al VIII-lea, nefiind însă constantă. Ethelbald și Offa, cei mai puternici regi ai vremii, reușiseră să-și creeze un deosebit renume, Offa fiind recunoscut conducator al sudului Britaniei și de către Carol cel Mare.
Unificarea Angliei s-a desfășurat cu sprijinul Wessexului, care se confruntă cu atacurile vikingilor. Primul raid al vikingilor danezi în 793: devastarea și jefuirea mănăstirii Lindisfarne din largul coastelor Northumbriei. Au urmat atacuri și noi incursiuni până când în 866 danezii au cucerit Anglia. Au pătruns în estuarul Tamisei, ocupând teritoriile de la nord de rău, formând Danelaw. Vikingii norvegieni au cucerit zonele de coasta și insulele Irlandei, Scoției și Angliei, înființând regatele Dublin și Insula Man.

### Raidurilevikingilor

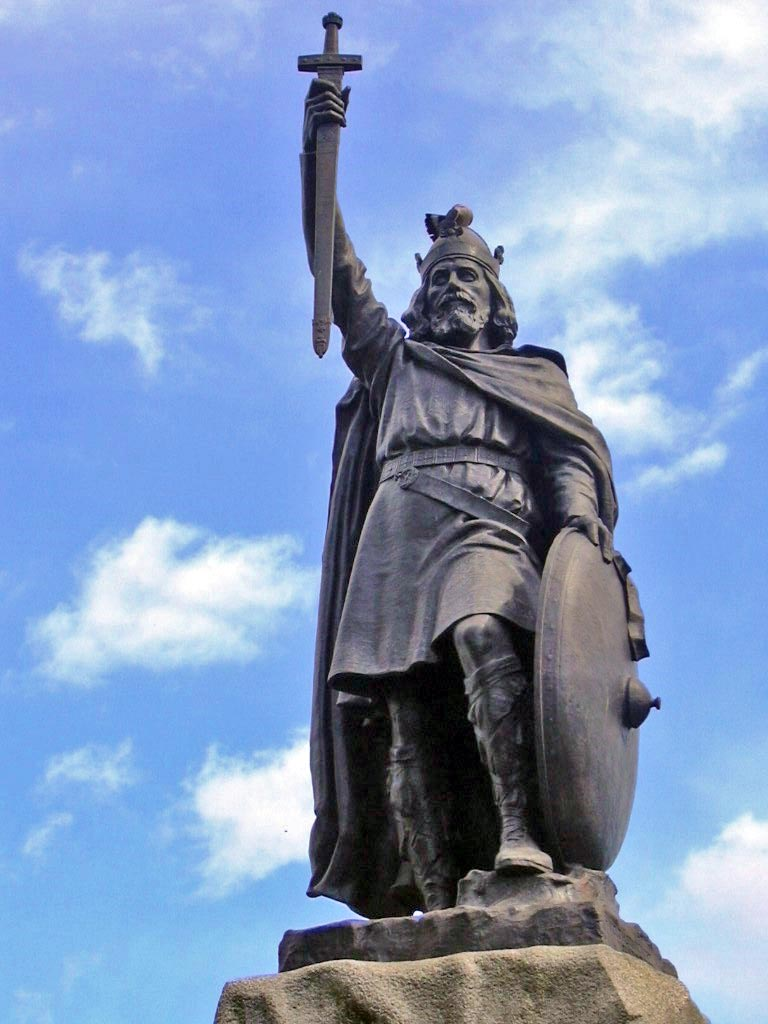
Alfred cel Mare

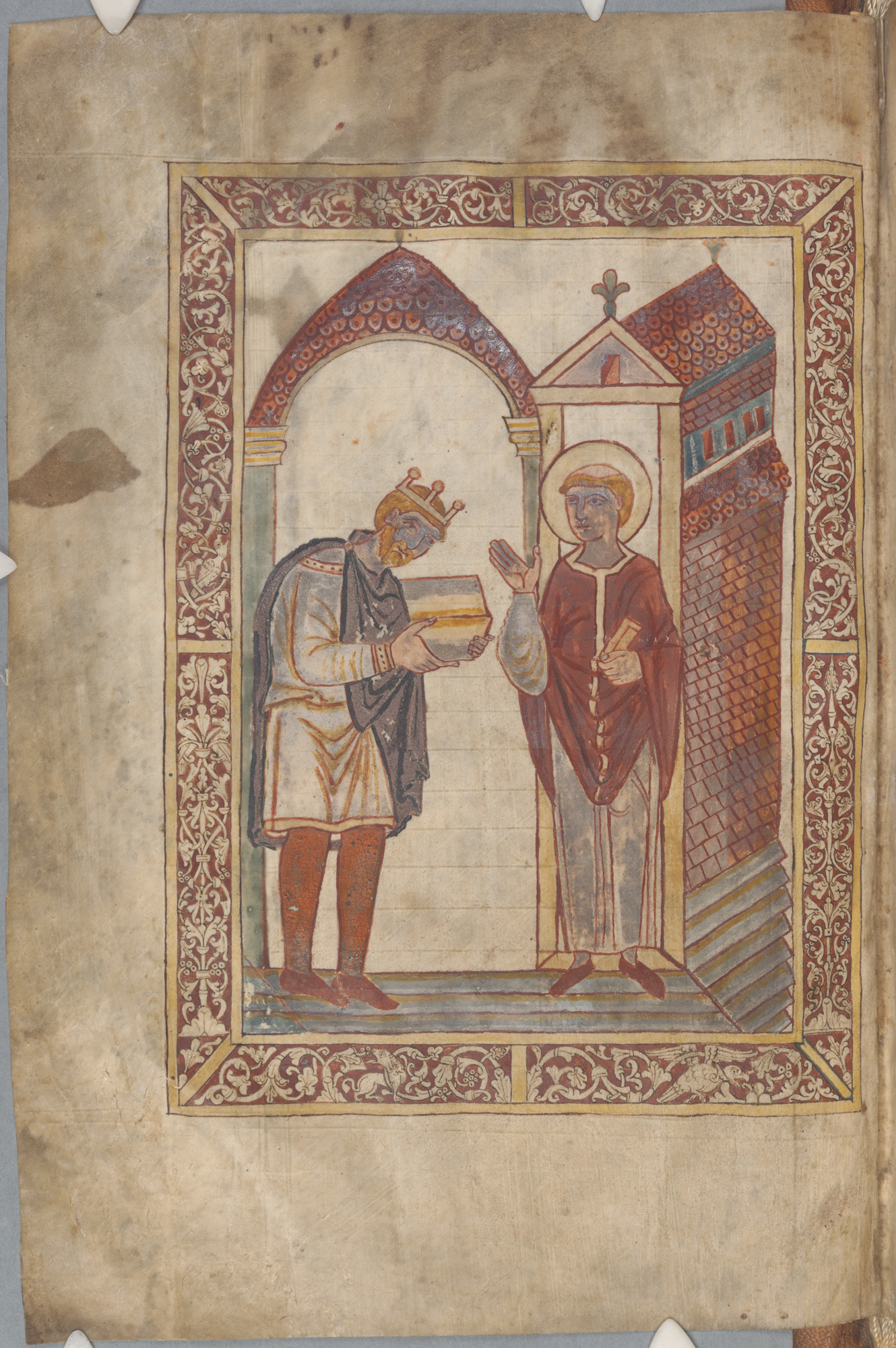
Athelstan

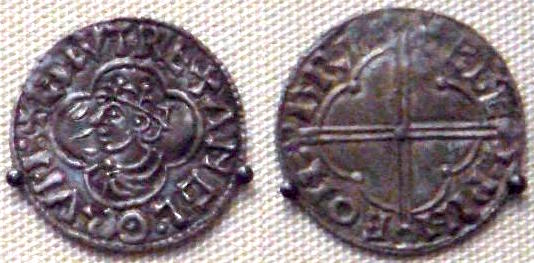
Knut cel Mare

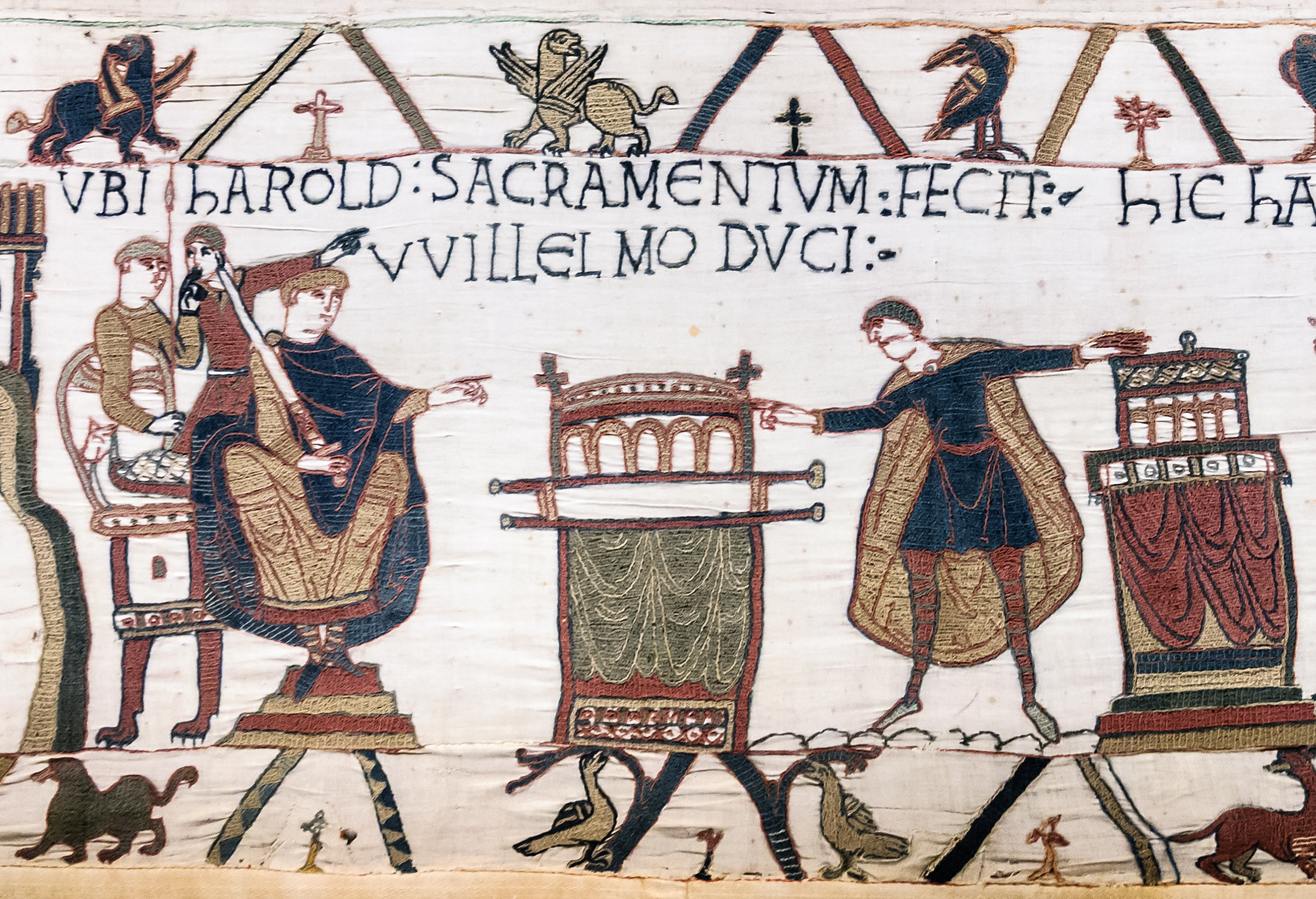
Harold jura fidelitate lui William inainte ca el insusi sa fie incoronat dupa moartea lui Eduard

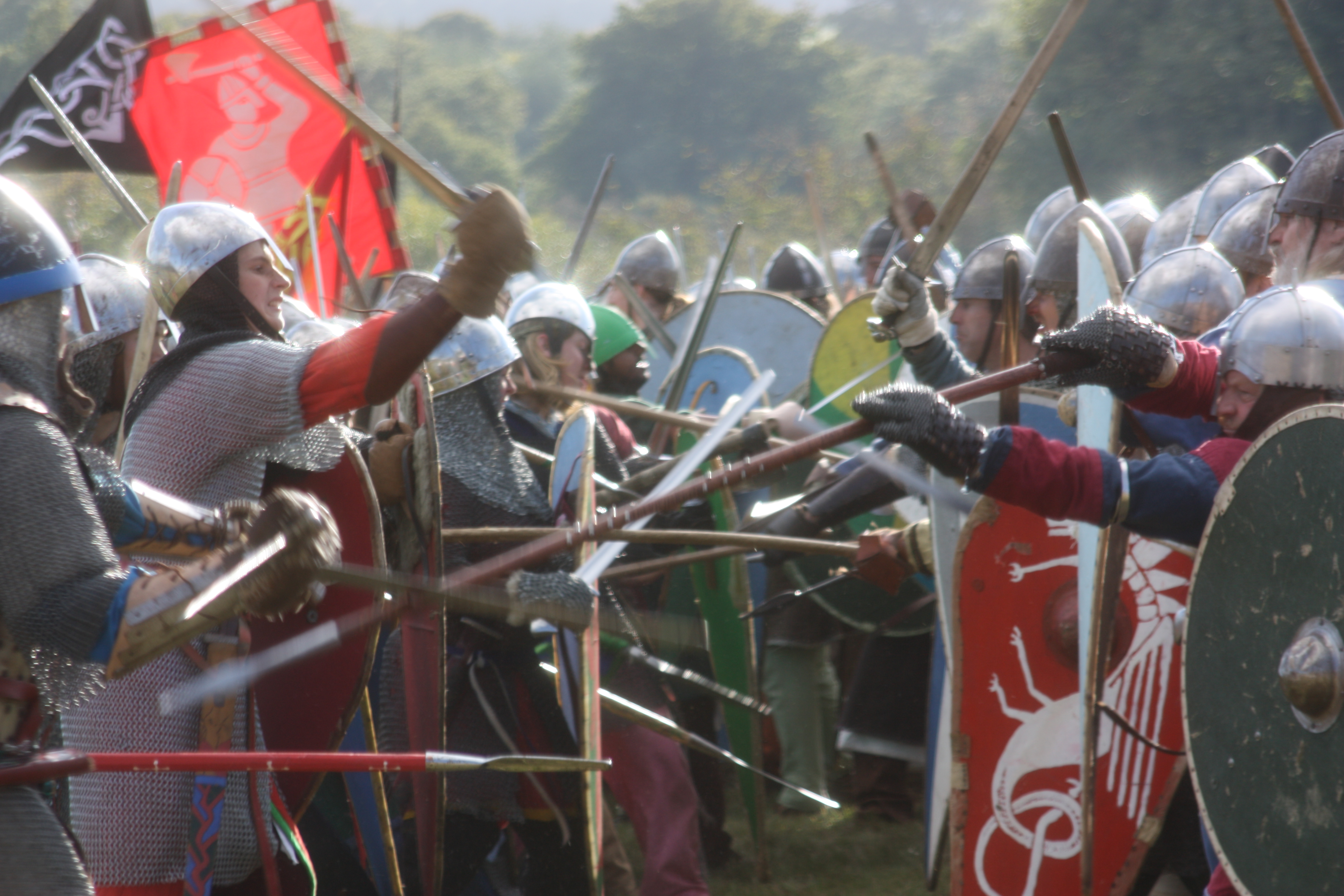
Batalia de la Hastings

Regele Alfred cel Mare al Wessexului a urcat la tron în 871. A încheiat un acord de pace cu danezii. Acordul nu a fost respectat, și astfel, în 878, s-a desfășurat bătălia de la Edington, unde Alfred a ieșit victorios, și în 886  a recucerit Londra, cu toate că, Northumbria se destrămase deja în regatul Berniciei și un regat viking, Mercia, de asemenea se divizase și Anglia de Est își incetase existența ca regat anglo-saxon, iar numeroase regate ale irlandezilor, ale scoților și ale picților avuseseră aproximativ aceeași soartă. În nordul Britaniei, apărarea în fața vikingilor a fost motivul pentru care a fost întemeiat regatul Alba, cunoscut mai târziu sub numele de regatul Scoției. 
Până la moartea să din 899, a eliberat teritoriile din nord și a rămas în istorie ca un legislator de marcă și ca un traducător al unor opere istorice și filosofice din limba latină.
După nenumărate raiduri, vikingii au început să se stabilească în Anglia. O importantă zonă controlată de către vikingi erau împrejurimile orașului York, vikingii numindu-l Jorvik. Așezările daneze din estul Angliei, zonă numită la vremea respectivă Danelaw și cele norvegiene din nordul Scoției și Irlanda au avut un impact îndeajuns de semnificativ pentru a lăsa o anumită amprentă asupra limbii engleze; multe dintre cuvintele de bază ale limbii engleze moderne sunt derivate din scandinava veche; de asemenea, multe dintre toponimele din Anglia, care fuseseră așezări daneze sau norvegiene și-au păstrat numele de origine scandinavă, ca exemplu, Sutherland.
Succesorul său , Eduard cel Bătrân,  și cu Ethelred de Mercia, au realizat un plan de extindere, construind forturi și orașe după modelul lui Alfred. La moartea lui Ethelred, soția sa și în același timp sora lui Edward, Æthelflæd a domnit cu titlul 'Doamna de Mercia', și a continuat expansiunea.
Athelstan a continuat extinderea plănuită de către tatăl și mătușa sa, devenind primul rege care a reusit să conducă direct toate teritoriile pe care le numim astăzi 'Anglia' și a  înfruntat  o armată compusă din scoțieni și vikingi la Bătălia de la Brunanburh, menționată în Cronica anglo-saxonă sub forma unui poem.
Incursiunile danezilor au continuat, iar regele Æthelred al II-lea cel Șovăielnic a încercat să-i mituiască cu mari sume de bani-tributul Danegeld. Regele danez Svend I al Danemarcei Barbă-Despicată a invadat Anglia și l-a exilat pe Ethelred, după ce coloniștii danezi rămași au fost masacrați de englezi. 
Fiul lui Sweyn, Knud cel Mare, l-a înfrânt pe fiul lui Ethelred, Edmund II, în 1016, în bătălia de la Assandum și a fost recunoscut că rege al Angliei. Knut s-a căsătorit cu Emma de Normandia, văduva lui Ethelred II și s-a convertit la creștinism. După ce a devenit rege al Danemarcei și Norvegiei, regatul sau se întindea pe coastele Mării Nordului, dar și pe nordul Germaniei. 
După moartea lui Hardecanutz, fiul lui Knut, în 1042, neexistând moștenitori, Godwin, contele de Wessex și conducător anglo-saxon, l-a chemat pe Eduard Confesorul, fiul lui Ethelred II din exil din Normandia și l-a numit rege. Eduard a câștigat însă antipatia tuturor pentru că a adus cu el consilieri normanzi în loc de nobili anglo-saxoni. Neavând moștenitor din căsătoria să cu fiica lui Godwin, l-a numit pe vărul sau, ducele William II de Normandia că succesor. William era urmașul lui Rollo, un viking danez, stabilit permanent în estuarul Senei din nordul Franței, , care în anul 911, regele francilor de vest, Carol III, l-a acceptat că vasal, devenind creștin și duce de Normandia. Prin căsătoriile lor, conții și ducii care i-au urmat au pătruns în castele regale franceze și engleze, câștigând influență. Pretențiile lor ca moștenitori i-au determinat să invadeze Anglia.
Domnia lui Eduard Confesorul a marcat o slăbire considerabilă a puterii regale în favoarea nobilimii anglo-saxone locale, ce a fost înzestrată cu prerogative largi, capabilă să reziste atacurilor normande. Cei mai puternici nobili, ealdermen, că Godwin și fiul său Harod, stăpâneau domenii întinse, regrupând mai multe comitate.
Cu ajutorul partizanilor, după moartea lui Eduard, care nu a lăsat urmași, Harold a fost proclamat de nobilii anglo-saxoni și încoronat ca rege al Angliei la 6 ianuarie 1066. Actul a provocat o criză politică gravă, nesocotind drepturile unui alt pretendent la tron, William Bastardul, ducele Normandiei, înrudit cu familia lui Eduard, recunoscut că moștenitor prezumtiv, în 1051. Însuși Harod i-a întărit recunoașterea, cu prilejul căsătoriei acestuia în 1064 în Normandia, atunci când William a primit învestitură cavelereasca. 
Hotărât să-și revendice drepturile pe calea armelor, William a debarcat la 28 septembrie 1066 la Pevensey, pe litoralul Sussex-ului , pe coasta de sud-est din Marea Britanie, cu mii de trupe și de cavalerie. Între timp, Harold a respins atacul vikingilor condusă de Harald al III-lea al Norvegiei. 
Pe 13 octombrie, Harold a ajuns aproape de Hastings, cu armata sa, iar a două zi, pe 14 octombrie, William a condus forțele sale pentru a lupta. 
După atacuri repetate, normanzii s-au prefăcut că se retrag. Saxonii au făcut greșeală de a-i urmări. Normanzii i-au înconjurat și i-au măcelărit. Spre seară, Harold a fost ucis, fiind lovit în ochi cu o săgeata, conform legendei. Vestea morții sale s-a răspândit,astfel,mulți dintre oștenii săi au luat-o la fugă. Bătălia se încheiase. William a ieșit biruitor. 
Victoria normandă s-a bucurat de un amplu ecou, menționată în izvoarele din regatul Capetienilor, peninsula Scandinavei, Flandra și din Italia. 
Încoronarea să de crăciun în anul 1066 ca regele Wilhelm Cuceritorul la Westminster a marcat începutul epocii normande în Anglia. 

### Normanzii

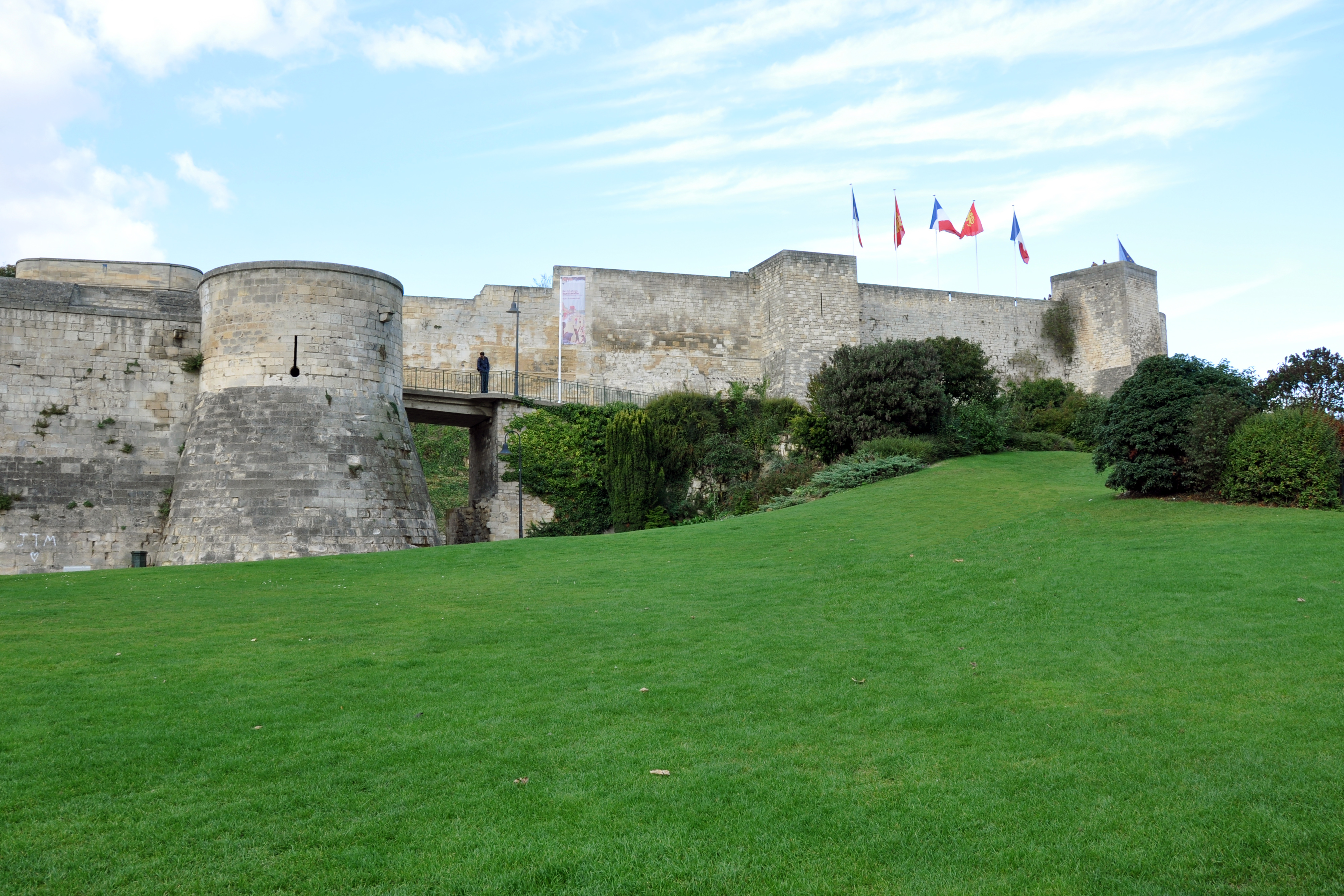
Chateau de Caen

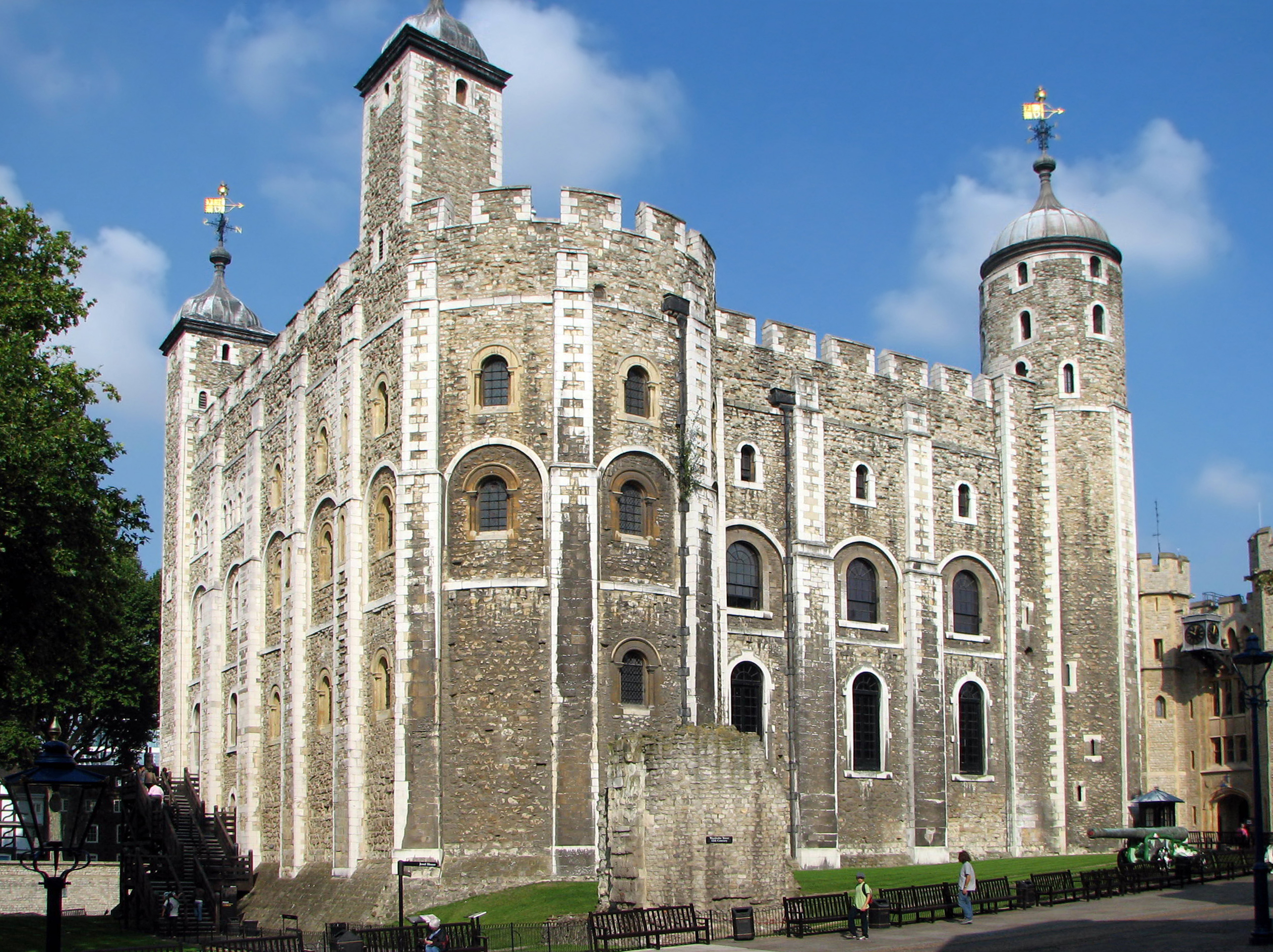
Turnul Londrei

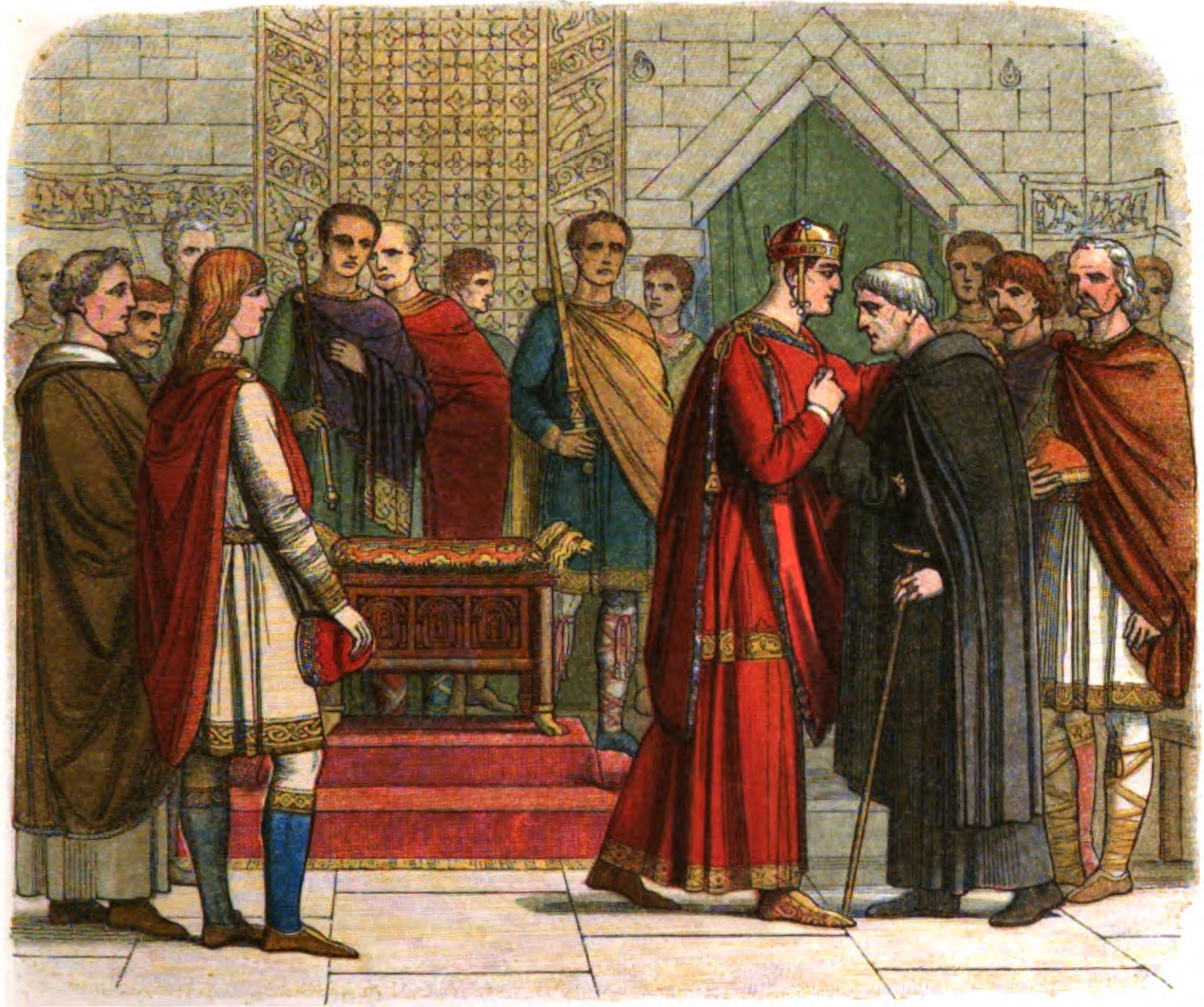
William si curtea sa

Organizarea normandă a regatului englez a purtat pecetea structurilor continentale, specifice celor ducatului normanzilor. Normanzii  au conservat vechea împărțire administrativă anglo-saxonă, sistemul de relații sociale în vigoare, transplantând o concepție autoritata a puterii, aplicată cu succes pe continent, în cadrul ducatului și în raporturile cu regii Capetieni. Politică energică și independența a ducilor normanzi față de proprii baroni și regalitatea franceză au devenit un model de gândire și acțiune. Monarhia normandă revendică întâietatea procesului de centralizare instituțională și teritorială, care a început și s-a desfășurat cu greu pe continent . 
Reigmen-ul autoritar al regilor normanzi ai Angliei au urmărit trei obiective principale care trebuiau atinse în perioada 1066-1199: subordonarea nobilimii, crearea unui nou aparat administrativ judiciar, fiscal și militar de guvernare și reorganizare clerului. Subordonarea nobilimii era vitală pentru stabilirea noii puteri în Anglia. Politica monarhică față de baroni a necesitat procedee similare ca și în Normandia, prin care William a reușit să-și aducă sub ascultare vasalii revoltați după 1051. Noul rege și-a recompensat cavalerii normanzi care l-au sprijinit cu feude vacanțe în urmă bătăliei de la Hastings sau confiscate de la posesorii lor anglo-saxoni. A schimbat natura juridică a numeroaselor alodii anglo-saxone, care din proprietăți libere, au devenit condiționate. Spre deosebire de continent, nobilimea normandă nu a primit proprietăți necondiționate, capabile să-i sprijine ambițiile de emancipare. Serviciile sale militare au fost reglementate. Monarhul avea grijă ca repartiția tuturor feudelor să fie dispersată pe întreagă întindere a regatului, lipsindu-le și de privilegiile de imunitate. Nobilimea engleză nu și-a putut crea principate teritoriale care să sfideze autoritatea regală. Caracterul necondiționat al tuturor posesiunilor funciare și inexistentă alodiilor făceau din regele William un stăpân al întregului pământ al țării, de jure și de facto, rezervându-și și un domeniu propriu întins, ce cuprindea 1/6 din regat. 
Pentru a evidenția cu exactitate drepturile, îndatoririle, inventarul și veniturile tututor seniorilor, William a inițiat o lungă anchetă, încheiată în 1086 printr-un document de o precizie extraordinară, denumit "Domesday Book". Trimișii regelui se deplasau în fiecare așezare comitala "shire", unde se întâlneau cu grupuri de câte o sută de bătrâni și parorhie, care răspundeau, sub prestatia jurământului, întrebărilor din chestionarul regal referitoare la numele domeniului, al fostului posesor, și al celui nou, inventarul material și uman, structura posesiunii (de la pământul arabil, iazurile, pădurile la pajiști și lunci), dacă a fost mărită sau miscorata, valoarea inițială și actuală, posesiunile țăranilor liberi din cadrul domeniului sau din împrejurimi. Cronica Anglo-Saxonă relatează că recenzenților regali nu le-a scăpat absolut nicio "hide", "yard" de pământ, nici un ban, vacă, porc. Autohtonii anglo-saxonii, atât de impresionați și înspăimântați erau de minuțiozitatea și exactității documentului încât că l-au denumut "Cartea Judecății de Apoi".
Tot în 1086, prin Jurământul de la Salisbury, toți oamenii liberi din regat deținători de posesiuni funciare au prestat regelui jurământ de credință. De astfel, Henric I a reimpus jurământul la fiecare ceremonial de vasalitate, iar Henric al II-lea i-a obligat pe toți vasalii din regat să presteze omagiul preferențial. 
Influență seniorilor a fost limitată, iar orașelor le-au fost acordate privilegii de organizare autonomă. A fost creat un aparat administrativ, judiciar, fiscal și militar, ca în Franța Capetiana, de la curtea regală. Era compusă din vasali direcți regelui, iar curtea se întrunea periodic pentru a dispută problemele importante ale regatului. Odată cu apariția și includerea funcționarilor numiți de rege și plătiți din impozitele percepute de la supuși, din această adunare s-a desprins un consiliu restrâns cu atribuții precise, format în exclusivitate din ei. Din consiliu se vor detașa, în timpul domniei lui Henric I, o serie întreagă de organisme specializate, care vor fi în vigoare și în viitor, precum cancelaria, cu atribuții de secretariat, compusă din mai mulți membri, în frunte fiind un lord cancelar. Cancelaria păstra sigliliul regal, care autentifica toate actele oficiale. 
Un alt organism specializat a fost cel financiar-Exchequer, cu rolul de a colecta taxele și administra finanțele regelui. Taxele erau diverse și aleatorii, din cauza varietății cutumelor din care proveneau. Erau taxe de ajutor, de răscumpărare, amenzi, taxe pentru preluarea diocezelor vacanțe, percepute în schimbul cartelelor acordate orașelor sau impuse evreilor. Regii normanzi au menținut și Danegeld-ul, acordând importantă veniturilor stabile, necesare consolidării instituției. Treptat, pe lângă taxe au fost introduse și impozitele directe care afectau toate categoriile de supuși, de la țărani, cler la orășeni și nobilime. 
Richard I a inventat un impozit funciar asupra tuturor proprietăților. Henric al II-lea a acceptat răscumpărarea monetară a serviciilor vasalice, îngăduindu-i să inagureze sistemul recrutării de mercenari, slăbind dependență militară a regalității de nobilime. 
În timpul lui Henric I, au fost aleși judecători itineranți, care stabateau regatul pentru a împărți dreptatea în numele sau. Tribunalele districtuale erau conduse de sherifii, procedura judiciară fiind ameliorată, prin apariția juraților, ce dădeau verdictul în toate procesele, și a curții superioare de justiție-Marele Juriu, reprezentând autoritatea regelui. Legislația a fost aplicată după obicei continental, prin intermediul "assize"-ordonanțe date în numele regelui, cuprinzând principii de conduită pentru judecători și reguli practice de aplicare a legii-ca Assizele Pădurii, ce confirmau monopolul regal asupra tuturor pădurilor regatului. Assizele de la Northampton erau împotriva braconajului, iar "La Grande Assize" limita competență tribunalelor seniorale. Au fost redactate manuale cu caracter juridic, în folosul judecătorilor, că "Tratat despre legile și obiceiurile Regatului englez" a lui Ranulf de Glanville, în timpul domniei lui Henric al II-lea. 
Sistemul legislativ era divers și contradictoriu, îngreunând procedua judiciară. Odinioară erau cutumele anglo-saxone, dublate de prescripțiile dreptului feudo-vasalic, introduse după 1066, alături de noul drept comercial. Dreptul canonic de natură religioasă domină, iar aplicabilitatea, în viziunea bisericească, era universală, dar îi privea pe numai membrii clerului. Sistemele legale cu prevederi antagonice, aplicate diferențiat, în funcție de categoria implicată, se suprapuneau în mod haotic, constiuind un obstacol major în exercitarea dreptului regal de justiție și afirmării autorității regelui, și astfel, au determinat apariția "legii comune" în timpul lui Henric I și aplicat în timpul domniei lui Henric al II-lea. Inspirat după dreptul canonic, noul sistem înlocuia vechiul principiu corporatist al jurisdicției cu principiul teritorial, toți ce locuiau în cuprinsul regatului, fiind considerați supușii regelui. 
După încoronarea sa, William i-a înlăturat din scaunele episcopale pe toți prelații ostili, înlocuindu-i cu persoane devotate. A combătut simonia și nicolaismul, a pus capăt abuzurilor și a ridicat nivelul spiritual al clerului. A scos clerul de sub tutela aristocrației laice. Papalitatea l-a lăsat pe rege să procedeze după cuviință. Libertatea asumată de William în relațiile cu biserica a fost continuată și în timpul succesorilor săi, William Rufus, și Henric I.

### Casa de Plantagenet

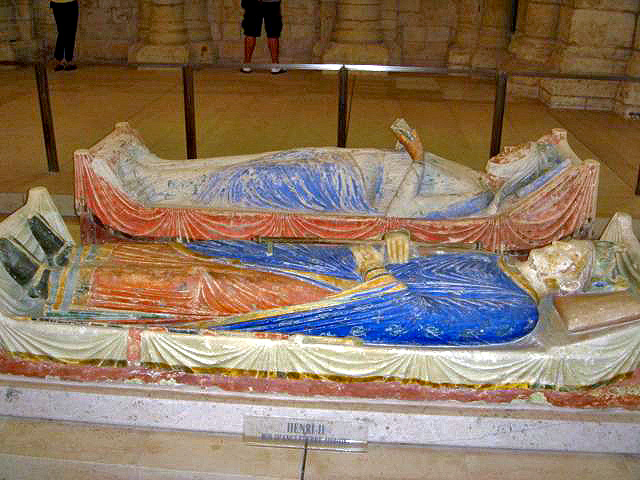
Mormintele lui Henri si Eleanor

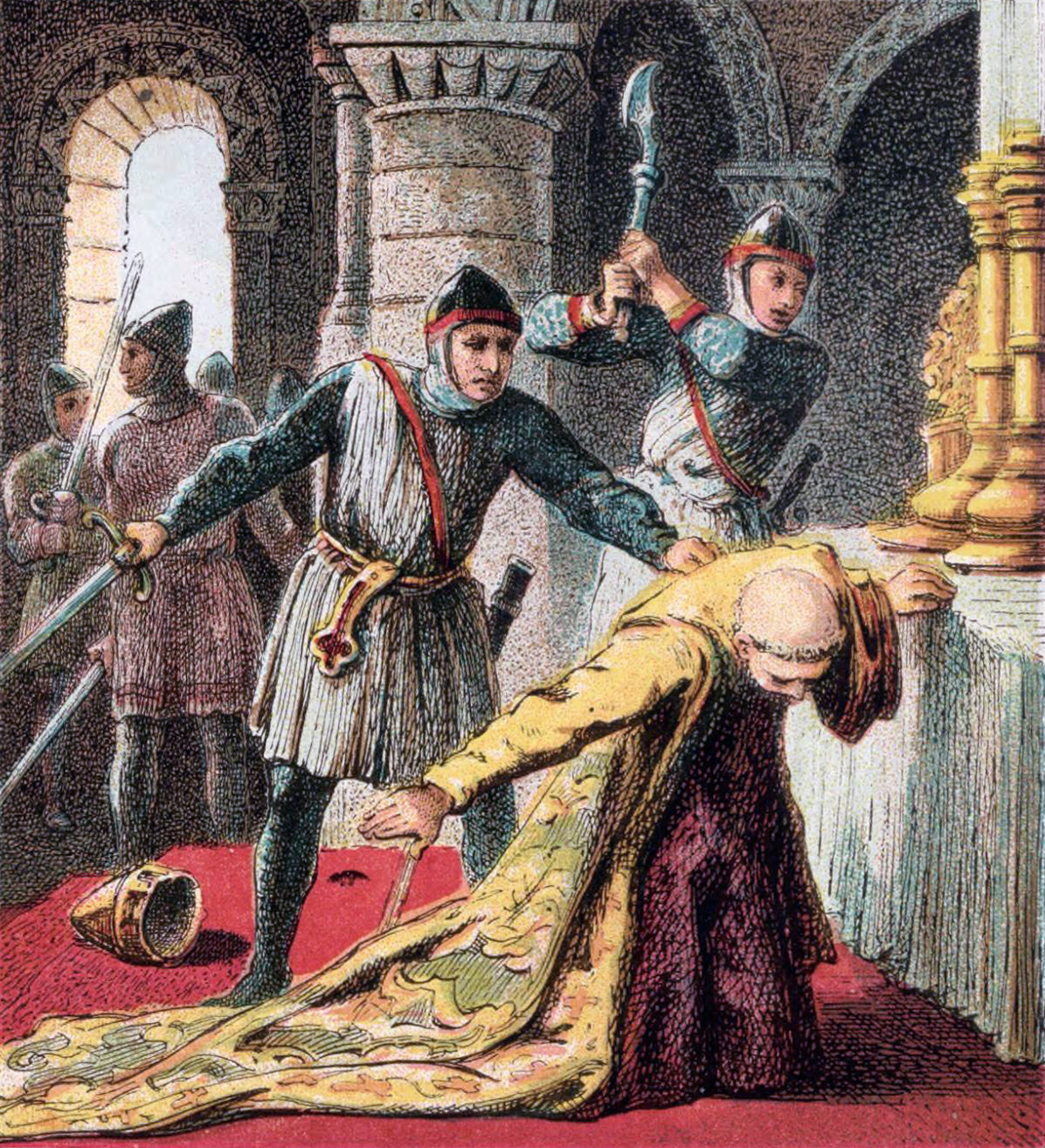
Uciderea lui Thomas Becket

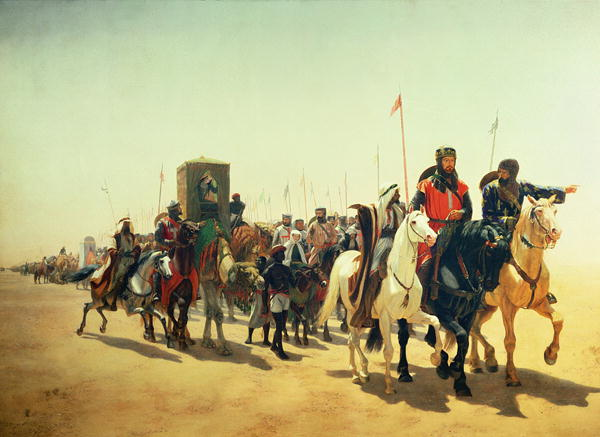
Richard Inima de Leu

După moartea prematură a singurului său fiu, Henric I i-a silit pe nobili să o recunoască pe fiica sa Matilda ca o moștenitoare a tronului, care s-a recăsătorit cu francezul Geoffrey, conte de Anjou, numit și Plantagenet pentru ramură de grozamă pe care o purta pe coif în timpul turnirelor. La moartea lui Henric I în anul 1135, nepotul său Ștefan al II-lea de Blois, a preluat tronul. După un război civil, în 1153, Stephen l-a numit succesor pe fiul Matildei și al lui Geoffrey, Henric Plantagenet, conte de Anjou și duce de Normandia, care a devenit rege al Anglei că Henric al II-lea al Angliei, după moartea lui Stephen de Blois în 1154.
Disputele legate de succesiune au slăbit puterea regală centrală, iar nobilimea și biserica au devenit influențe. Pentru a-și consolida poziția, Henric a încercat să uniformizeze sistemul juridic. Reformele au scăzut însă autoritatea tribunalelor ecleziastice. 
Henric I a refuzat să admită întâietatea legislației romane față de învestitura laică și intervențiile pontificale în afacerile interne ale clerului insular. Acesta a intrat în conflict cu Anselm, arhiepiscop de Canterbury și cu papalitatea, conflict ce a fost rezolvat în 1105 printr-un compromis. 
Neînțelegerile au reizbucnit în 1164, între regele Henric al II-lea, Papa și Thomas Becket, arhiepiscop de Canterbury și fost cancelar. Pretextul conflictului a fost pretenția regelui de a-i judecă pe membrii clerului vinvati de crime capitale potrivit legii comune. Sprijinit de papalitate, Becket s-a opus cu tenacitate, ceea ce i-a oferit regelui prilejul de a promulga în 1164 "Constituțiile din Clarendon", ce stabileau un control permanent al regalității asupra clerului englez. Alegerile episcopale și abațiale urmau să aibă loc în capela regală, sub supravegherea regelui, apelul judiciar la Curia română fiind supusă  consimțământului regal și toți marii prelați ai regatului erau datori să jure credință regelui la alegerea lor. 
Asasinarea lui Becket în 1170 de către un grup de cavaleri ai regelui a marcat victoria politicii regale față de biserica, în ciuda concesiilor. Perioada tranziției de la monarhia suzerană la monarhia suverană se încheiase. Statul englez era de dimensiunile unui cvasiimperiu, alipindu-și posesiuni angevine din Franța, punând bazele unor raporturi specifice cu biserica, de tutela, care vor conduce treptat la separarea față de Roma. 
În 1169, Henric a început cucerirea Irlandei. S-a căsătorit cu Eleanor de Aquitania, fosta soție a regelui francez Ludovic VII. Plantagenetii au unit Anjou, Normandia și Aquitania cu Anglia, creând Regatul Angevin, care submina puterea regelui francez, revendicându-i teritoriile. 
Succesorul , fiul său,Richard Inimă de Leu, a fost încoronat rege în 1189 și a pornit în  Cruciada a treia spre Țară Sfânta. 
Aflând de situația din Anglia , s-a întors, dar pe drumul spre casă, a fost capturat lângă Viena în 1192, de către ducele Leopold V de Austria, cu care intrase în conflict în timpul cruciadei. L-a predat împăratului german Henric VI, care a cerut o recompensă enormă pentru a-l elibera, iar plata ei a falimentat Anglia. 
Creșterea dărilor și guvernarea despotiva a regentului în absența fratelui său, Ioan al Angliei, au nemulțumit populația. În aceste condiții, a luat naștere legendă lui Robin Hood, care lua de la bogați și împărțea din averea lor celor săraci. 
După revenirea în țară din prizonieriat în 1194, Richard I Inima de Leu a fost nevoit să recucerească proprietățile angevine din Franța, pe care le ocupase regele francez Filip II August. A fost ucis în 1199 într-o lupta împotriva nobilimii răsculate din Aquitania. A intrat în legendă că simbolul cavalerului medieval.
În 1199, tronul a fost preluat de fratele mai tânăr al lui Richard, Ioan al Angliei, care a pierdut toate proprietățile Angliei în Franța în urmă unui conflict cu regele francez Filip II August. Al patrulea fiu în familia regală, Ioan era cunoscut că "Fără-de-Țară" pentru că nu moștenise nimic. După ce a fost înfrânt de Filip în Bătălia de la Bouvines în 1214, nobilii englezi s-au răsculat și l-au forțat să semneze în 1215 Magna Charta Libertatum (alcătuită din 63 de clauze), prin care regele se obligă să recunoască drepturile și libertățile nobilimii și ale Bisericii. Magna Carta reprezenta astfel fundamentul sistemului legislativ englez.
Actul era justificat de o concepție despre supremația legii, decurgând din caracterul ei divin. Orice încălcare, inclusiv de către rege, echivala cu o injustiție, principala funcție fiind păstrarea ei intactă, potrivit jurământului depus la încoronare. Magna Charta Libertatum stiupula controlul regalității de către un consiliu de 25 de baroni aleși dintre revoltați, cu dreptul de a-l mustră pe rege. Orice taxa nu mai era percepută decât cu consimțământul baronilor, clerului și marilor magnați latifundiari și numai în cazurile prevăzute de cutumă-răscumpărarea regelui din captivitate, căsătoria fiicei celei mai mari a regelui sau intrarea primului născut în rândurile cavalerilor. Erau prevăzute dreptul baronilor de a se revoltă în cazul în care regele se făcea vinovat de încălcarea legii, având interdicția de a limita dreptul senioral de judecată. Regele își păstra libertatea de a-și alege consilierii și de a conduce activitatea consiliului regal. Prevederile se refereau la libertățile ecleziastice, garantarea vechilor privilegii urbane și dreptul oricărui om liber de a fi judecat conform legii. 
Regele era supus în față legii, baronii considerând a fi arbitrariul monarhic și restrângea astfel sfera puterii regelui și a consiliului sau. Actul era apreciat că un simbol, cel al sfârșitului operei de consolidare monarhică începută de William Cuceritorul.
Henric al III-lea al Angliei, fiul lui Ioan, a preluat puterea în 1216 cu planuri ambițioase. Dorea să obțină tronul Sfântului Imperiu Roman pentru fratele său, Richard de Cornwall, precum și coroana Siciliei. Presiunea dărilor și numirea unor favoriți ai regelui din sudul Franței în posturi cheie în stat au declanșat în 1258 o revoltă a nobililor  englezi conduși de Simon de Montfort, numită Războiul Baronilor, impunându-i regelui "Prevederile de la Oxford", plasându-l sub tutela oligarhie restrânse de baroni, cu un caracter și mai restrictiv.  Deși Simon de Montfort a fost la început unul dintre favoriții promovați de Henric și nimeni nu se aștepta că el să se situeze în fruntea unei revolte, conflictul dintre cei doi a apărut atunci când Montfort s-a căsătorit cu Eleonora, sora lui Hernic, fără acordul regelui. 
Henric a fost luat prizonier în timpul Bătăliei de la Lewes din 1264 și a fost silit să convoace pentru prima dată Parlamentul, care urmă să includă nobilimea, trimișii din comitate și reprezentanții orașelor. La început, delegații nobililor, Bisericii și restului populației s-au întâlnit.
Între 1264-1265, nobilimea a instaurat o dictatură prin Simon de Montfort, conte de Leicester, unul dintre cei trei fii ai conducătorului cruciadei împotriva albigenzilor din 1213.Contele ce se autointitulase senesalul Angliei a dispărut, în urmă rebeliunii a propriilor partizani, în 1265.
Henric al III-lea restabilit pacea în regat după ce a emis edictul de la Marlborough în 1267, fiind un compromis ce menținea în vigoare Magna Charta și clauzele Prevederilor de la Oxford în schimbul conservării structurilor administrației monarhice. Statutul regalității era și mai precar, confruntându-se cu o nouă instituție apărută-Parlamentul. Era alcătuit la început din marii baroni laici și ecleziastici. S-a lărgit, incluzându-i, pe Eduard I și pe reprezentanții aleși ai clerului inferior, orașelor și cavalerilor rurali-proprietari funciari mijlocii. Cele patru camere s-au restrâns, în două: Camera Lorzilor-formată din marii seniori laici și ecleziastici, și Camera Comunelor-constituită prin combinarea cavalerilor cu orășenii, dar fără clerul mărunt, retras din acest organism, având propriile adunări anuale. Extensiuunea compoziției parlamentului și la alte categorii decât cele privilegiate nu a fost deliberată, ci s-a impus că urmare a unei practici curente a regilor din acea perioada de a obține și adeziunea unor paturi sociale mai largi, în cazuri de criză, așa cum a procedat Simon de Montfort.
Deși Eduard I al Angliei, fiul lui Henric, l-a învins pe Simon de Montfort în bătălia de la Evesham din 1265, a fost silit să păstreze Parlamentul, întrucât avea nevoie de sprijinul financiar al nobilimii și al orașelor pentru campaniile sale militare. În 1267, a acordat Parlamentului prerogativa de a aprobă dările.
Ca să instituie adunările de stări, parlamentul a reprezentat o particularitate proprie. Au apărut ulterior structuri similare, precum Cortesurile din Spania, Statele-Generale din Franța, Landtag-urile germane, Dieta poloneză, având doar rol consultativ. 
Parlamentul a jucat un rol politic bine precizat. Avea atribuții juridice-sprijinea și impieta dreptul regal de justiție; fiscale, aprobând și respingând taxele solicitate de rege, exercitând și un control asupra funcționarilor, dreptul de a primi petițiile care reclamau abuzurile și de a anchetă în privința acuzațiilor. Deciziile erau luate cu majoritatea simla de voturi. 
A valorizat conceptul de lege, ridicând-o la rangul de normă supremă, a luat naștere o serie de valori și principii de acțiune. Adresau regelui petiții, prin care, în schimbul participării la sesiunile celor două camere, membrii parlamentului îi cereau regelui să corecteze abuzurile, să facă unele legi sau să se abțină de la unele acțiuni. Negocierea a devenit un principiu de drept, iar petițiile un obicei curent. 
Parlamentul a fost un instrument redutabil de temperare și limitare a monarhiei, chiar de control al ei. Din timpul regelui Eduard I  , dependență de parlament , discreditată de conflictele cu aristocrația, regalitatea a ajuns aproape o umbră. Cu toate acestea, Eduard a reușit să reconsolideze autoritatea regală prin mai multe reforme. L-a învins pe ultimul prinț celt independent din Țară Galilor în 1284, câștigând titlul de Prinț al Țării Galilor pentru sine și urmașii săi.Eduard a reușit pentru scurtă vreme să pună stăpânire pe Scoția.
În 1307, fiul și succesorul său, Eduard al II-lea al Angliei, s-a văzut nevoit să renunțe la pănurile tatălui său de a supune Scoția. S-a confruntat cu o rezistență puternică din partea nobililor față de favoriții săi și de pretențiile sale exagerate. Soția sa, Isabela, fiica regelui Filip IV, l-a uzurpat în 1327 cu ajutorul amantului ei, baronul exilat Roger Mortimer și se presupune că l-a ucis. 
În 1330, când Eduard al III-lea al Angliei a devenit major, și-a exilat mama și a ordonat execuția amantului acesteia. Ca nepot al regelui Filip IV, a revendicat tronul Franței când ultimul moștenitor din dinastia Capetienilor a murit în 1328, declanșând astfel Războiul de 100 de ani.

### De la Războiul de 100 de ani la Razboiul Rozelor
La începutul războiului, Eduard Prințul Negru (datorită armurii pe care o purta) s-a făcut remarcat în fruntea armatei. A murit cu un an înainte de tatăl său, în 1376 și în 1377, mezinul regelui în vârstă de zece ani a devenit regele Richard II. După ce a înăbușit răscoala țărănească din 1381, domnia să a devenit tot mai autoritară, în privința Parlamentului, care susținea deschis revoltă condusă de vărul lui Richard, ducele de Lancaster. Regele a fost detronat în 1399 și ucis, iar ducele de Lancaster s-a urcat la tron sub numele de Henric IV. 
Războiul cu Franța a reizbucnit în 1415, în timpul domniei lui Henric V. După moartea prematură a regelui în 1422, soarta s-a întors împotriva englezilor. Până în 1453, în timpul domniei regelui Henric VI, Anglia a pierdut toate proprietățile continentale, mai puțin portul Calais. Situația s-a înrăutățit când regele a căzut pradă nebuniei. Mai mulți nobili s-au luptat pentru regență. O facțiune era condusă de un var al regelui, Richard, duce de York, care avea șanse să obțină tronul, întrucât ambii părinți erau descendenți direcți ai regelui Eduard III. Războiul civil a izbucnit în 1455. Casă de Lancaster avea un trandafir roșu pe blazon, iar cea de York un trandafir alb, astfel, conflictul dintre ele intrând în istorie cu numele de Războiul Rozelor. 
Eduard IV, fiul lui Richard de York, a preluat tronul cu ajutorul lui Richard Neville, conte de Warwick, cunoscut ca Făuritorul de regi. Când Neville nu l-a mai susținut, Eduard a fugit în țară în 1470. S-a întors cu trupe și l-a învins pe Neville și pe Eduard, fiul lui Henric VI, amândoi uciși în lupta. Henric VI a fost executat în Turnul Londrei în 1471, iar Eduard a domnit în liniște până la moartea sa dn 1483. 
Fratele său, Richard III, l-a urmat la tron. A reușit să-i elimine de la succesiune pe fii minori ai lui Eduard. Henric Tudor, un nepot al lui Henric VI, a venit în Anglia ca moștenitor al Casei de Lancaster și descendent al unei familii regale galeze. Richard III a fost ucis în bătălia de la Bosworth din 1485. Noul rege, Henric VII, a unificat Casele de Lancaster și York, casatorindu-se cu Elisabeta de York, fiica și moștenitoarea lui Eduard IV și a devenit primul rege din dinastia Tudorilor.

### Dinastia Tudor
Printr-o economie strictă și creșterea taxelor, Henric al VII-lea restabilește echilibrul finanțelor statului. Centralizează puterea la curtea supremă regală.
În 1509, fiul sau, Henric al VIII-lea, s-a urcat la tron. Politicile sale erau influențate de cardinalul Thomas Wolsey, ce dezvoltă centralismul regal. Pe plan extern, urmă o politică de alternanța între Habsburgi și Franța. În 1528 Henric a decis să divorțeze de soția să,  Caterina de Aragon, mătușa lui Carol Quintul, parțial din cauza lipsei unui fiu moștenitor, dar și din cauza iubirii sale pentru Anne Boleyn, o domniță de curte. Sub presiunea habsburgilor, papa nu permite divorțul, iar procesul s-a prelungit ani întregi. 
Domnia lui Henric a degenerat într-o tiranie. Cardinalul Wolsey a fost destituit în 1529 și învinuit de înalta trădare. Thomas Morus, succesorul sau că lord cancelar, a fost executat. Cu ajutorul lui Thomas Cromwell, noul lord cancelar, în 1534, regele separă biserica engleză de papalitate. S-a creat astfel biserica de stat anglicană, în fruntea căreia se află el însuși. Proprietățile bisericii catolice au fost confiscate, iar mănăstirile desființate. Henric al VIII-lea s-a căsătorit de cinci ori, executându-și două dintre soții.  Și-a folosit puterea pentru a înlătura nobilimea refractară și pe adversarii politicii sale clericale. 
În 1547, Henric VIII este urmat la tron de fiul sau mai mare, Eduard VI, a cărui regență a fost contestată de ducii de Somerset și Northumberland. În timpul domniei sale, episcopul anglican de Canterbury, Thomas Cranmer, a forumat princiipile credinței anglicane, iar în 1553 cele 42 de articole ale acesteia și renumită Carte de rugăciuni.  
Eduard este urmat la tron de sora să mai mare, Maria, fiica de religie catolică a lui Henric VIII și a primei soții, Caterina de Aragon. În 1554 restabilește autoritatea papală în Anglia și se căsătorește cu vărul ei, Filip al II-lea al Spaniei. Protestanții sunt persecutați brutal, iar arhiepiscopul Cranmer este ars pe rug în 1556. Maria primește porecla de "cea sângeroasă". 
În 1558, sora vitregă protestantă a Mariei, Elisabeta I, fiica lui Anna Boleyn, preia puterea.  Acționează cu precauție  în disputele religioase, iar din 1564, prin cel 39 de articole, a cimentat definitiv poziția bisericii anglicane de stat. După ce a respins pretențiile la tron ale Mariei Stuart, Elisabeta a sprijinit Olanda protestantă în lupta pentru eliberare, ceea ce izbucnește un război cu Spania. 
În 1588, flota engleză a anihilat Armada Spaniolă, mult superioară numeric, marcând sfârșitul supremației acesteia pe mare și ascensiunea puterii maritime engleze.  Elisabeta captureaa corăbii spaniole într-un război neoficial, dus de corsari că Francis Drake. Anglia devenea o putere europeană. 
Pe plan intern, regina celibatară și-a folosit cu dibăcie favoriții și apropiații, unii împotriva celorlalți și întărind astfel puterea monarhiei.  Perioada elisabeteana a adus o dezvoltare importantă a comerțului și realizări culturale semnificative, că opera lui William Shakespeare. 
În 1584, Elisabeta îi da lui Șir Walter Raeligh permisiunea de a înființa prima colonie în America de Nord, cu denumirea de "Virginia", după "regina virgină". În 1600 a fost fondată Compania Indiilor Orientale, un factor important în politică de comerț și în cea colonială.